# Andreas Schröder
Andreas Schröder (anglicky Andreas Schroeder), (* 8. července 1960, Jena, NDR) je bývalý východněmecký a německý zápasník volnostylař, olympijský medailista z roku 1988.

## Sportovní kariéra
Zápasit začal ve 13 letech v Jeně pod vedením Petera Germera. Vyrůstal vedle Uwe Neuperta, se kterým často sparingoval. Ve východoněmecké volnostylařské reprezentaci vedené Wolfgangem Nitschkem se poprvé objevil začátkem osmdesátých let. Když bylo potřeba vypomáhal v reprezentaci kolegům klasikům, primárně se však věnoval volnému stylu. V roce 1984 přišel kvůli bojkotu o účast na olympimpijských hrách v Los Angeles. V roce 1988 startoval na olympijských hrách v Soulu, prohrál jediný zápas ve skupině s Američanem Brucem Baumgartnerem a získal bronzovou olympijskou medaili. V roce 1990 po znovusjednocení Německa se v německé reprezentaci udržel a na olympijských her v Barceloně odjížděl jako úřadující mistr světa a Evropy. Byl však nalosován do těžké skupiny s Američanem Brucem Baumgartnerem a Gruzíncem Davitem Gobedžišvilim. Pouze první dva zápasnící postupovali do bojů o medaile a jemu zbyl po dvou porážkách černý petr v podobě třetího místa. Obsadil celkové 5. místo. S reprezentací se rozloučil v roce 1993. Ještě několik let zápasil v německé bundeslize a sportovní kariéru ukončil koncem devadesátých let. Věnuje se trenérské práci.

## Výsledky

### Volný styl
| Turnaj             | Východní Německo | Východní Německo | Východní Německo | Východní Německo | Východní Německo | Východní Německo | Východní Německo | Východní Německo | Východní Německo | Německo         | Německo         |
| Turnaj             | 1982             | 1983             | 1984             | 1985             | 1986             | 1987             | 1988             | 1989             | 1990             | 1991            | 1992            |
| Turnaj             | 22               | 23               | 24               | 25               | 26               | 27               | 28               | 29               | 30               | 31              | 32              |
| Turnaj             | supertěžká váha  | supertěžká váha  | supertěžká váha  | supertěžká váha  | supertěžká váha  | supertěžká váha  | supertěžká váha  | supertěžká váha  | supertěžká váha  | supertěžká váha | supertěžká váha |
| ------------------ | ---------------- | ---------------- | ---------------- | ---------------- | ---------------- | ---------------- | ---------------- | ---------------- | ---------------- | --------------- | --------------- |
| Olympijské hry     |                  |                  | —                |                  |                  |                  | 3.               |                  |                  |                 | 5.              |
| Mistrovství světa  | 3.               | 6.               |                  | 5.               | 3.               | 2.               |                  | 4.               | 5.               | 1.              |                 |
| Mistrovství Evropy | ?                | 4.               | 3.               | 3.               | 1.               | 2.               | 3.               | 5.               | 1.               | 1.              | 1.              |